# كنيسة نوتردام دو روزار (تونس)
كنيسة نوتردام دو روزار بتونس هي كنيسةٌ تقعُ في الضاحيّة الجنوبية لمدينة تونس العتيقة على مقربةٍ من باب الجديد. كانت كنيسة نوتردام دو روزار سابقًا كنيسة كاثوليكية حيثُ بُنيت عام 1896 وذلك في عهدِ الحماية الفرنسيّة على تونس. تُنُوزِل عن ملكيّة الكنيسة للحكومة التونسية عام 1964 وأصبحت الآن مركزًا ثقافيًا.

## خلفيّة
قرَّر الكاردينال الفرنسيّ شارل مارسيال لافيجري في الخامس عشر من كانون الأول/ديسمبر 1882 بناء مُصلَّيينِ كنسيينِ في المناطق الأوروبية الشعبية. المصلى الكنسي الأول حمل اسمَ سان باولو دي مالتيزي (بالمالطية: San Paolo de Maltesi)‏ وقد خُصِّص للمالطيين، بينما حملَ المصلى الكنسي الثاني اسمَ سانتا لوسيا دي سيسيلياني (بالإيطالية: Santa Lucia dei Siciliani)‏ وقد خُصِّصَ للإيطاليين. بُني المصلى الأخير في وسطِ شارع سبخة المؤدي إلى حي باب الفلة حيث كانت تُقيم بعض العائلات المالطية والإيطالية. افتُتحَ المصلى الكنسي بسرعةٍ كبيرةٍ حيثُ كان جاهزًا تقريبًا في الثلاثين من حزيران/يونيو 1895 وبدأ يكسبُ شهرته شيئًا فشيئًا حيثُ كان يتجمَّع فيهِ في البداية 150 شخصًا كل يوم أحد وازداد العدد مع الوقت، لكن وبسببِ صغر مساحة المصلى الكنسي فقد اضطرَّ بعضُ المسيحيين إلى متابعة الصلوات من الشارع.

## التاريخ
توسَّع المصلى الكنسي حينما اشترى رئيس أساقفة قرطاج كليمنت كومبس (بالفرنسية: Clément Combes)‏ عام 1896 دار رشيد الملحقة بدار بن عيّاد الواقعةِ في شارع المدرسة بمبلغٍ بلغَ 20,000 فرنك تونسي. ناشد المصلين نظرائهم الساليزيين لخدمة الكنيسة الجديدة والتي حملت اسم كنيسة نوتردام دو روزار (بالفرنسية: Notre-Dame du Rossaire)‏، فقبِل الساليزيون بشرط أن يكونوا مستقلين تمامًا عن الأبرشية. افتُتحت الكنيسة في عام 1896 وذلك بعد أن توصل الطرفانِ إلى اتفاق.
استفتادَ السالزيون من هذه الحرية في تطوير العديد من الأنشطة للشباب المؤمن بهذه الرهبنة حيث شيّدوا مسرحًا ومكَّنوا جوقة موسيقيّة من امتلاطِ ثلاثين نفير وعشرين طبلة، كما كان من المقرّر افتتاحُ عددٍ من الأقسام الرياضية على غرار قسمٍ خاصٍ بكرة القدم، وآخر للجمباز ثمّ ثالث لألعاب القوى، ولم يُنسَ التعليم الديني طبعًا حيثُ قدَّر الكهنة أنه ومنذ عام 1935 التحقَ حوالي 600 طفل في صفوفِ التعليم المسيحي بتلك الكنيسة.
تطلَّب القيامُ بكل هذه الأنشطة مساحات كبيرة، فعملت الكنيسة على شراء المزيدِ من الأراضي والمباني المجاورة لها كما شهدت الكنيسةُ نفسها عددًا من أعمال الترميم والتوسعة وإعادة البناء والهيكلة وما إلى ذلك. قِيل في العام 1909 أنّ الكنيسة كانت عبارةٌ عن شقة مظلمة للغاية والتي لا يمكن استخدامها لأي شيء لكنّها أصبحت معمودية رائعة فيما بعد. زُيِّنَ بحلول العام 1924 الجزء الداخلي من المبنى عبر إضافةِ قبة وأعمدة وثريات من الكريستال.
|      | المعمودية | حفلات الزفاف | مراسم الدفن |
| ---- | --------- | ------------ | ----------- |
| 1900 | 484       | 99           | 191         |
| 1910 | 775       | 143          | 289         |
| 1920 | 581       | 213          | 233         |
| 1930 | 683       | 173          | 219         |
| 1940 | 532       | 136          | 263         |
| 1950 | 400       | 153          | 165         |
| 1960 | 149       | 90           | 97          |

## بعد الاستقلال
أدى استقلال تونس عام 1956 إلى مغادرةٍ تدريجيةٍ للعديد من العائلات الأوروبيّة، لكن نسبة الحضور ظلت مرتفعة في هذه الكنيسة التي بُنيت في منطقةٍ شعبيةٍ. أُغلقت الكنيسة في العاشر من تموز/يوليو 1964 وذلك بعد ما عُرف بالتسوية المؤقتة التي وُقّعت بين الحكومة التونسية والفاتيكان مع تأكيدِ الأولى على استخدام مبنى الكنيسة لأغراض المصلحة العامّة لا غير والمتوافقة معَ ما كانت تشغلهُ تلك الكنيسة في الماضي.
حُوِّل المبنى بعد بضع سنواتٍ إلى مدرسة فنون مسرحية قبل أن يُصبح مركزًا ثقافيًا باسمِ حسن الزمرلي (1906 – 1983)، وأُغلق المركزُ بعد انهيار السقف لحينِ جمع الميزانية اللازمة لأعمال الترميم. جديرٌ بالذكرِ هنا أنّ مبنى الكنيسة قد صُنِّق في الواحد والثلاثين من آب/أغسطس معلمًا أثريًا من بينِ معالم أثريّة أخرى صُنِّفَت في ولاية تونس.

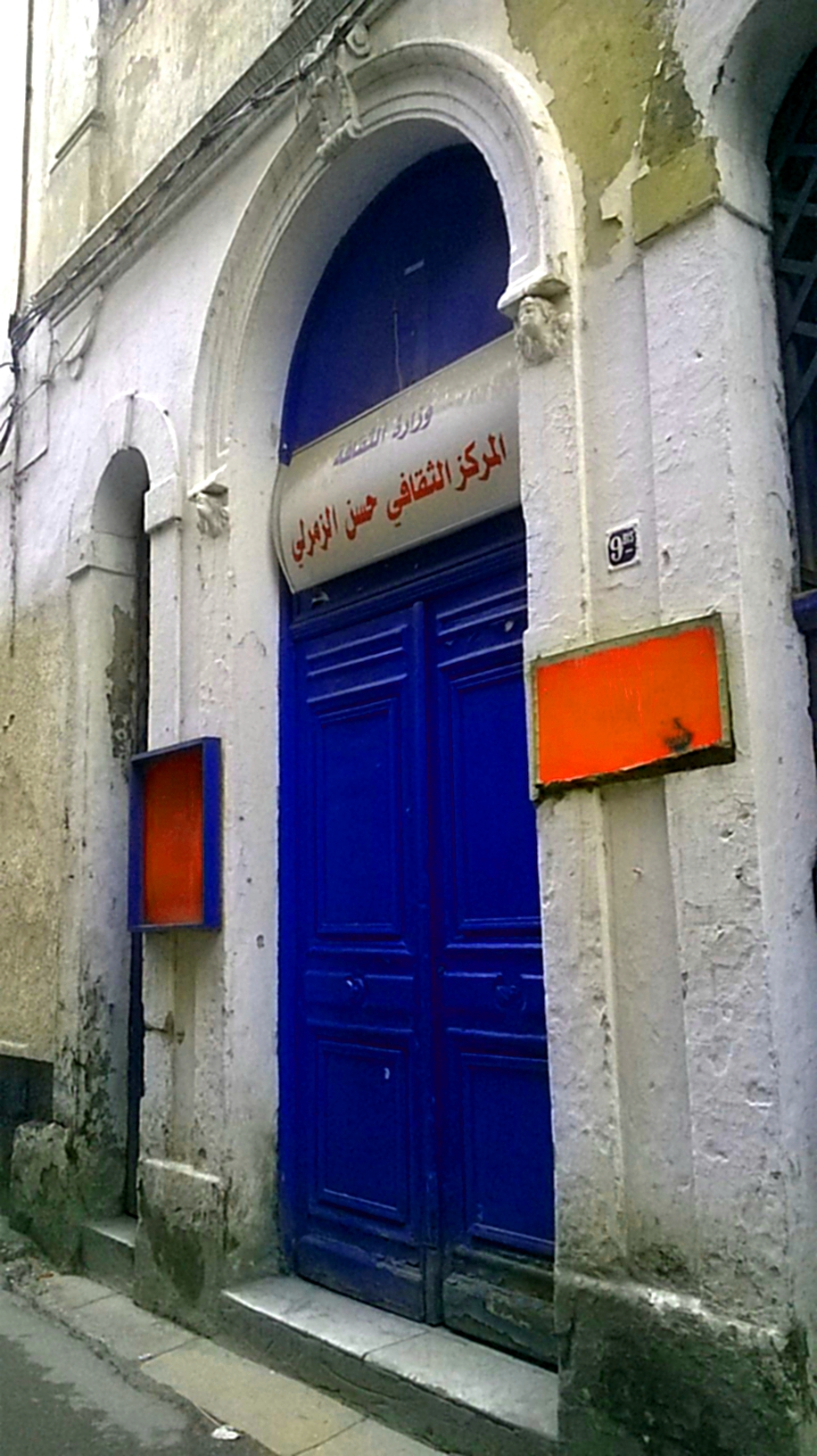
باب المدخل الحالي للمبنى
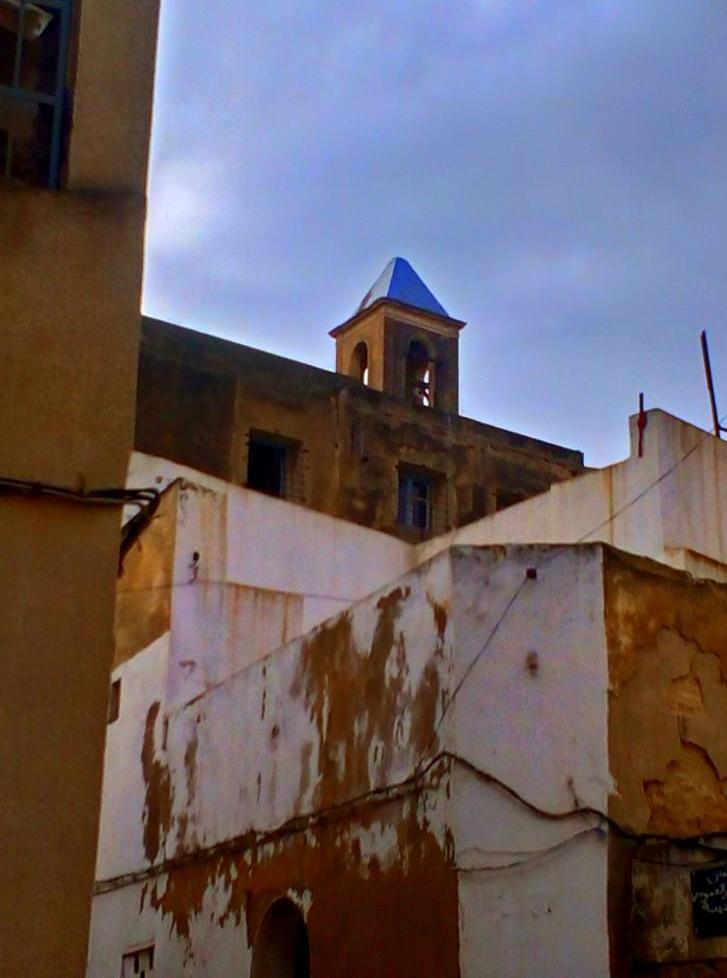
بُرج الكنيسة
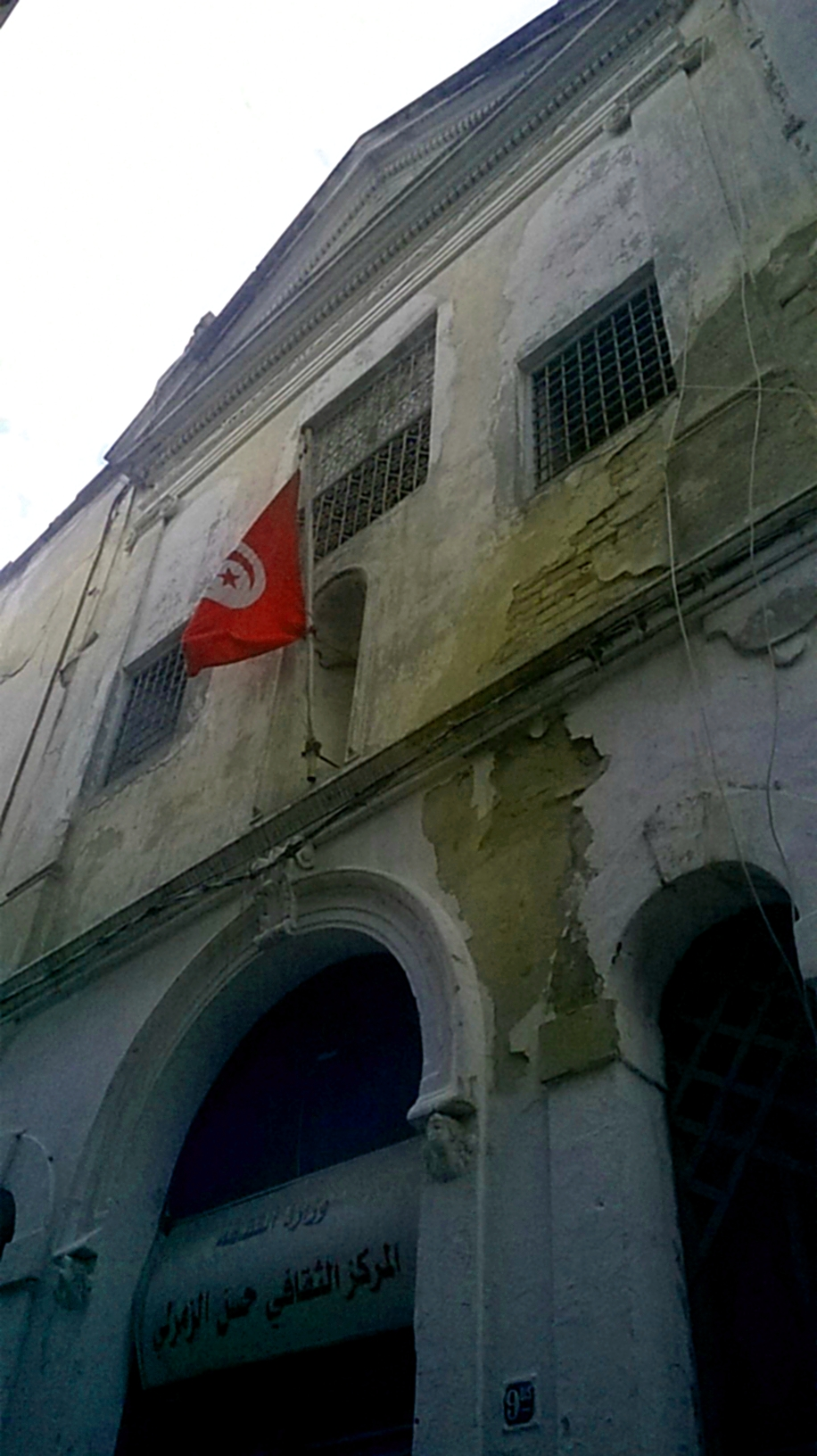
واجهة الكنيسة
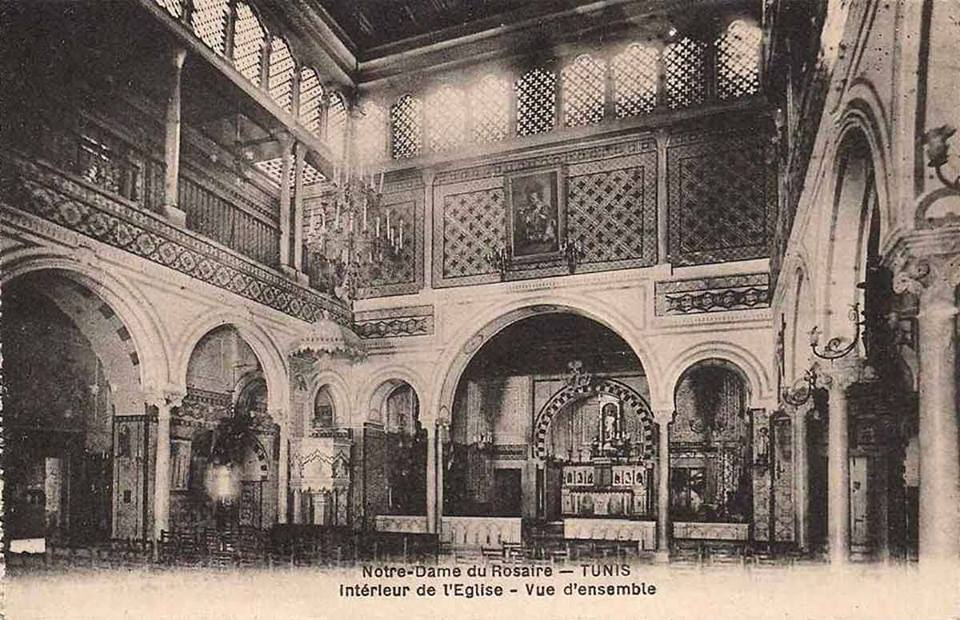
بطاقة بريدية قديمة تُظهر الشكل الداخلي للكنيسة